# Čelić
Čelić ist ein Ort und eine von 13 Verbandsgemeinden des Kantons Tuzla im Nordosten von Bosnien und Herzegowina. Die Gemeinde wurde kurz vor dem Bosnienkrieg von Lopare getrennt und gehört heute zur Föderation Bosnien und Herzegowina, einer von zwei Gliedstaaten des Landes.

## Geographie
Die Gemeinde befindet sich direkt nördlich der Stadt Tuzla zwischen der Save-Ebene und den Majevica-Bergen, die hier Höhen von 140–711 Metern erreichen. Der Hauptort liegt an der nordöstlichen Gemeindegrenze und ist auf drei Seiten von der Republika Srpska begrenzt. Im Norden grenzt die Gemeinde an den Brčko-Distrikt, im Westen an die Gemeinde Srebrenik, im Osten an Lopare und im Süden an die Stadt Tuzla.

### Gemeindegliederung
Zur Gemeinde Čelić gehören die 20 Ortschaften Brezje, Brnjik, Brusnica, Bučje, Čelić, Drijenča, Humci, Jablanica, Lopare Selo, Lukavica, Miladići, Mirosavci, Nahvioci, Piperi, Pukiš, Ratkovići, Šibošnica, Velino Selo, Visori und Vražići.
Davon bilden 11 Ortschaften eine Mjesna zajednica (Ortsgemeinschaft), unter anderem die MZ Brnjik, MZ Čelić, MZ Donji Humci, MZ Drijenča, MZ Gornji Humci, MZ Nahvioci, MZ Ratkovići, MZ Sitari, MZ Šibošnica, MZ Velino Selo und MZ Vražići.

## Geschichte
Im Jahre 1991 schloss sich die Gemeinde Lopare, zu der Čelić und seine Ortsteile damals gehörten, dem sogenannten „Serbischen Autonomen Gebiet Semberija und Majevica“ an, das von nationalistischen Serben aus Bijeljina und Umgebung gegründet worden war. Die mehrheitlich muslimische Bevölkerung des westlichen Gemeindeteils von Lopare entschied sich daraufhin im November 1991 bei einem Referendum für die Abspaltung von Lopare und die Gründung der Gemeinde Čelić. Damit wurde gleichzeitig die durch die serbischen Autonomiegebiete begonnene ethnische Separierung in Lopare abgeschlossen. Die neue Gemeinde Čelić war nun überwiegend bosniakisch, die Gemeinde Lopare überwiegend serbisch bevölkert.

## Bevölkerung
Im Jahre 1991 lebten auf dem Territorium der heutigen Gemeinde Čelić 12.445 Menschen, das war ein Drittel der Gesamtbevölkerung der Gemeinde Lopare. Während in der Verbandsgemeinde die Serben mit 56 % in der Mehrheit waren, bezeichneten sich auf Čelićer Territorium 86 % der Bevölkerung als Bosniaken und 9 % als Kroaten. In neun von zehn Orten gab es eine bosniakische Mehrheit, nur in Drijenča eine kroatische.
|           | Volkszählung 2013 | Volkszählung 1991 |
| --------- | ----------------- | ----------------- |
| Bosniaken | 9.341             | 9.399             |
| Serben    | 192               | 1.527             |
| Kroaten   | 843               | 1.206             |
| Andere    | 126               | 286               |
| Gesamt    | 10.502            | 12.445            |

## Sport
Im Gemeindegebiet existieren mit dem NK Čelić und dem NK Vražići 92 kantonal bzw. lokal bekannte Fußballclubs. Zudem existiert mit dem OKI Čelić ein Volleyballverein.

## Persönlichkeiten
- Rasim Delić (1949–2010) – ehemaliger Oberkommandierender der bosnischen Armee
- Razija Mujanović (* 1967) – Basketballspielerin, siehe WNBA Draft 1998